# Operacija Leteča preproga
Operacija Leteča preproga (angleško Operation Magic Carpet, znana tudi pod imenom Operacija na krilih orlov, angleško: Operation On Wings of Eagles) je naziv za v tajnosti vodeno selitveno akcijo jemenskih Judov iz Jemna v Izrael.
Operacija je potekala med junijem 1949 in septembrom 1950, v okviru te pa je bilo z letališča jemenskega mesta Aden s pomočjo britanskih in ameriških letal opravljenih okoli 380 letov v Izrael.

## Ozadje operacije
Leta 1947 je Organizacija združenih narodov ustanovila neodvisno državo Izrael, kar je v Jemnu sprožilo oster odziv javnosti. Muslimanski skrajneži so v Adnu ubili 82 Judov in uničili več stanovanjskih prostorov judovskih družin. V začetku leta 1948 so lokalne oblasti krivdo za umor dveh muslimanskih jemenskih deklet obtožile judovsko skupnost. Slednja je postala ekonomsko in socialno izolirana, judovske trgovine in podjetja so bila uničena.

## Operacija
Zaradi povečanega varnostnega tveganja v odnosu med judovsko populacijo Jemna in muslimani, je večina jemenskih Judov državo skrivaj zapustila med letoma 1949 in 1950, v okviru trajanja selitvene akcije. Ta je javnosti ostala skrita še več mesecev po končani selitvi. Nekaj premožnejših družin in ostarelih prebivalcev skupnosti je v Jemnu ostalo, ti danes tvorijo skupino 300 do 400 članov. V okviru operacije je bilo skupno preseljenih 49.000 oseb: 47.000 jemenskih Judov, 1.500 Judov iz mesta Aden ter po 500 džibutskih  in eritrejskih Judov.
Večina imigrantov je prvič uzrla letalo, zaradi nezaupljivosti so številni sprva zavrnili vkrcanja na krov. S prihodom v Izrael je bila prekinjena tradicija preprostega kmečkega življenja večine in prilagoditev na moderni način življenja.
Ime operacije izhaja iz dveh biblijskih stavkov:
- 2. Mojzesova knjiga 19:4 - »Sami ste videli, kaj sem storil Egipčanom in kako sem vas nosil na orljih perutih in vas pripeljal k sebi."
- Knjiga Izaijaha 40:31 - »Krepost tistih, ki verujejo v Gospoda, bo povrnjena. Poleteli bodo na krilih kot so orlova, potovali bodo in ne bili utrujeni, hodili bodo in ne bili izčrpani«.